# Andrej Grobiša
Andrej Grobiša, slovenski kajakaš in kanuist, * 14. marec 1963, Ljubljana. 

## Življenje in delo
Rodil se je v družini inženirja organizacije dela Marjana in medicinske sestre Pavle Grobiša rojene Plevnik. Osnovno šolo in gimnazijo je končal v Novi Gorici. Diplomiral je na Fakulteti za šport (1994) in na Ekonomski fakulteti (1995) ter se leta 1997 zaposlil kot trener v okviru nacionalne športne šole. S kajakom in kanujem na divjih vodah je pričel trenirati leta 1978. Kot član Kajak kluba Soške elektrarne v Solkanu je postal večkrat državni prvak in bil v letih 1983−1996 član jugoslovanske, po osamosvojitvi pa slovenske državne reprezentance. Največje uspehe je dosegel v kanuju dvosedu v spustu skupaj  s Srečkom Masletom. Na svetovnih prvenstvih sta dosegla dvakrat drugo mesto (Bourg St. Maurice v Franciji - 1987; reka Soča pri Bovcu - 1991) in enkrat prvo mesto (reka Savage v Marylandu, ZDA - 1989). Dvakrat sta zmagala tudi v skupni razvrstitvi svetovnega pokala (1989, 1991) ter evropskega pokala (1988). Grobiša je sodeloval tudi na svetovnih prvenstvih s kajakom enosedom (1983, 1985, 1993, 1995, 1996). Ko je prenehal tekmovati v kanuju dvosedu, je tekmoval tudi v kajaku na mirnih vodah ter postal Leta 1993 slovenski državni prvak v kajaku eno- in dvosedu. Leta 1991 je bil tudi evropski prvak v raftanju. Za tekmovalne dosežke je 1987 prejel Bloudkovo plaketo in bil istega leta razglašen tudi za športnika Primorske.